# Ophisaurus attenuatus
Ophisaurus attenuatus là một loài thằn lằn trong họ Anguidae. Loài này được Baird mô tả khoa học đầu tiên năm 1880.

## Hình ảnh

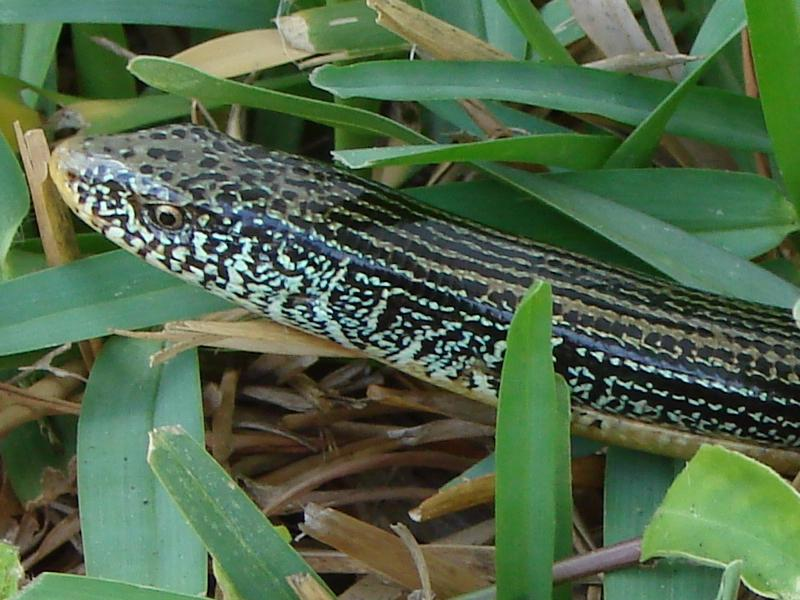
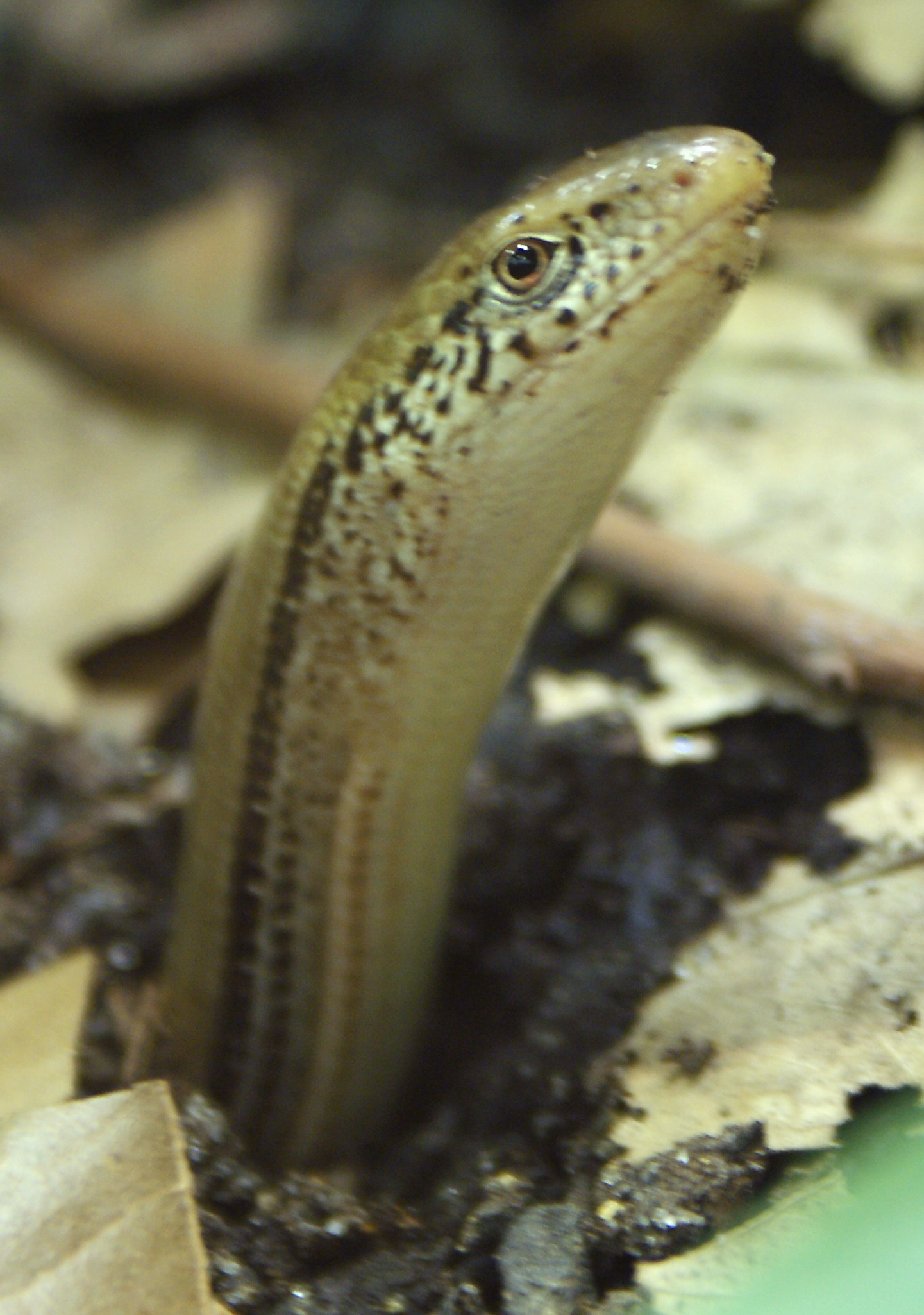